# Volby do Zastupitelstva hlavního města Prahy 1990
Volby do Zastupitelstva hlavního města Prahy 1990 proběhly 24. listopadu. Volilo se celkem 76 zastupitelů, voleb se zúčastnilo 64,33 % oprávněných voličů. Vítězem voleb se stalo Občanské fórum. Šlo o první svobodné komunální volby.

## Výsledky hlasování
| Strana                              | Počet hlasů (abs.) | %        | Zastupitelé |
| ----------------------------------- | ------------------ | -------- | ----------- |
| Občanské fórum                      | 4 058 286          | 46,61    | 38          |
| Komunistická strana Československa  | 1 234 294          | 14,18    | 11          |
| Strana zelených                     | 278 914            | 3,20     | 9           |
| Československá sociální demokracie  | 484 484            | 5,56     | 5           |
| Československá strana lidová        | 445 633            | 5,12     | 3           |
| Republikánská unie-Svobodný blok    | 270 376            | 3,11     | 3           |
| Československá strana socialistická | 147 630            | 1,70     | 2           |
| Klub angažovaných nestraníků        | 142 805            | 1,64     | 2           |
| Sdružení nezávislých kandidátů      | 358 489            | 4,12     | 1           |
| Nezávislí kandidáti                 | 267 478            | 3,07     | 1           |
| Křesťansko-demokratická strana      | 199 034            | 2,29     | 1           |
| Národně sociální strana             | 194 691            | 2,24     | 0           |
| Liberálně demokratická strana       | 158 535            | 1,82     | 0           |
| Česko-Slovenský národní kongres     | 104 241            | 1,20     | 0           |
| Ostatní strany a hnutí              |                    | >1       | 0           |
| celkem                              | 8 706 583          | 100,00 % | 76          |